# Songy
Songy é uma comuna francesa na região administrativa do Grande Leste, no departamento de Marne. Estende-se por uma área de 15.06 km², e possui 265 habitantes, segundo o censo de 2018, com uma densidade de 18 hab/km².